# Gingerdead Man 2: Passion of the Crust
Gingerdead Man 2: Passion of the Crust é um filme de comédia de terror de 2008, escrito e dirigido por Silvia St. Croix. O filme é uma continuação do lançamento de 2005 do The Gingerdead Man. O distribuidor do filme é a Full Moon Entertainment.

## Sinopse
Kelvin Cheatum (K-von Moezzi) está tentando salvar o estúdio de seu pai da falência, produzindo dignos herdeiros da série de clássicos filmes de culto de baixo orçamento. As produções atuais do Cheatum Studio incluem o Detetive Hamburger Time Traveler , o Space Spankers 2015 , e a nona entrada da famosa franquia assassina de seu pai Tiny Terrors ; no entanto, as coisas não estão indo como planejado: o elenco e os membros da equipe estão perdendo a paciência com as longas horas, falta de pagamento, roteiros terríveis e a confiança excessiva de Kelvin na boa vontade para com o pai. Um blogueiro que atende pelo nome de "Demon Warrior 13" está organizando boicotes efetivos de seus filmes.
Um fantoche explodindo durante um tiro trouxe questões para a cabeça e uma briga aberta estourou no set. No caos que se seguiu, Tommy Hines (Joseph Porter), usando uma cadeira de rodas e lutando contra uma doença terminal, chega da The Rainbow's End Foundation com sua funcionária Heather Crocker (Kelsey Sanders). Seu último desejo antes de morrer é visitar o estúdio e ver os fantoches da franquia Tiny Terrors.
Enquanto isso, Polly Bonderhoof (Michelle Bauer) tenta restaurar a ordem com uma caixa de assados de sua irmã em Waco, Texas , que inclui o Gingerdead Man (dublado por John Vulich). Ele desliza para fora da caixa de doces e localiza um livro de feitiços na sala de apoio, que inclui um feitiço de transmigração para transferir sua alma de sua forma rançosa para um corpo humano. O feitiço pede sangue de cinco vítimas colocadas em um pentagrama, e depois o sacrifício de mais uma vítima, que deve ser virgem.
O Gingerdead Man mata quatro pessoas de vários modos horríveis, mas é expulso por Kelvin e Heather quando ele corta a mão de um membro da tripulação. Kelvin ordena que o estúdio seja evacuado e parte com Heather para confrontar o biscoito, que vai mal quando ele pega o controle de um robô que tem lasers de desintegração funcionais, o que desintegra um dos membros da tripulação. Tommy corta o cabo de força do robô com um machado e ele tomba, capturando momentaneamente o Homem Cabeça de Gênero embaixo dele. Tommy revela-se "Demon Warrior 13", que falsificou a sua doença, a fim de obter acesso ao estúdio e explodi-lo como uma vingança pela falta de receptividade do estúdio aos roteiros que ele enviou. Kelvin oferece um contrato de três fotos, enquanto Heather aparece atrás de Tommy e tenta espancá-lo. O ataque falha e Kelvin fica inconsciente.
Kelvin acorda, acorrentado ao lado de Heather em um altar no cenário do Tiny Terrors. Tommy está lendo um encantamento do livro de feitiços, mas o Gingerdead Man esfaqueia Tommy por trás, fazendo dele a sexta vítima (e virginal) da Transmigração. O homem cabeludo, sem saber se uma das vítimas (o homem com a mão cortada) ainda está vivo, muda seu plano e decide usar o corpo de Kelvin como seu novo hospedeiro. Quando o feitiço termina, é revelado que o homem com cabeça de gengibre cometeu um erro - deixando o sangue da virgem tocar o pentagrama, o feitiço está manchado e ele acidentalmente invoca um feitiço para dar vida às bonecas. As bonecas do conjunto de Tiny Terrors se animam e atacam o Gingerdead Man. Eles o seguram enquanto um deles pega uma cruz , o arrasta até a cruz e o crucifica (completo com coroa de espinhos ) antes de queimá-lo na cruz. Um dos atores do filme, Sir Ian Cavanaugh (Jacob Witkin), aparece e atira em todos os bonecos com um AK-47.
Algum tempo depois, é mostrado que Kelvin se casou com Heather e Tiny Terrors ganhou um prêmio de Melhor Filme de Horror Hand Puppet, enquanto um sem-teto (Adam Green), procurando comida em uma lixeira, se depara com o biscoito queimado. Ele dá uma mordida e é possuído pelo Gingerdead Man.

## Elenco
- K-von Moezzi como Kelvin Cheatum
- Kelsey Sanders como Heather Crocker
- Joseph Porter como Tommy Hines
- Frank Nicotero como Marty Dradel-Brillstein-Schwartz
- Jon Southwell como Jake Jackson
- Jacob Witkin como Sir Ian Cavanaugh
- Michelle Bauer como Polly bunderhoof
- Bruce Dent como Ricki Johnson

## Sequência
Em 16 de julho de 2008, Charles Band anunciou que ele estaria fazendo Gingerdead Man 3: Saturday Night Cleaver, que ele esperava ser lançado em 2009. Dizia-se sobre "o diabo do título viajando de volta no tempo para a década de 1970, onde ele mata os competidores em um concurso de discoteca". William Butler, roteirista dos filmes Gingerdead Man, diz: "Haverá mais risadas e gore do que o segundo". O filme estava previsto para 2009, mas as filmagens foram adiadas para janeiro de 2010. A Full Moon Entertainment anunciou em sua página no YouTube que o filme está previsto para 13 de setembro de 2011 e outros sites como CDUniverse tem a mesma data de lançamento. O filme teria sido rodado em 3D, mas o trailer lançado por Full Moon não diz nada sobre o filme em 3D. Era muito provável que um truque descartado fosse anunciado muito cedo como uma ideia.